# Hana Malinová
Hana Malinová (* 4. prosince 1952) je zakladatelka Rozkoše bez rizika, organizace řešící zdraví v sexbyznysu, je Ashoka Fellow.

## Vzdělání a praxe
PhDr. Hana Malinová CSc. vystudovala sociologii na Filosofické fakultě Univerzity Karlovy, přednášela na Pedagogické fakultě UK, kde jí vyšla Sociální patologie, později pracovala i v Prognostickém ústavu.

## Zásluha
Po sametové revoluci pochopila, že otevřením hranic se rozběhne sexuální byznys a s ním i riziko šíření pohlavních chorob. Založila proto v roce 1992 občanské sdružení R-R, Rozkoš bez rizika, ve kterém eliminuje nebezpečí rizik, jež s sebou prostituce přináší. Vedle ordinace v Opletalově ulici v Praze otevřela další střediska v Českých Budějovicích, Brně, Ostravě a Ústí nad Labem.

### Sanitka R-R
R-R pořídila sanitku, ve které nabízí vyšetření na HIV. Zdravotně vybavenou sanitku poslala i do Zimbabwe a na Ukrajinu.

### Divadelní soubor R-R
Součástí terapie sexuálních pracovnic je divadelní soubor Rozkoš, jehož hry vytváří a režíruje Hana Malinová, která hraje též na kontrabas. V divadle hrají i bývalí bezdomovci.

## Ocenění
- Cena poroty za celoživotní přínos[16]
- Stipendium Ashoka[17]
- Časovaná bota[18]

## Dílo
Hana Malinová: Marie, R-R, Praha 2018, ISBN 978-80-907405-0-1